# Adam Lisik
Adam Lisik (ur. 22 lipca 1933 roku w Rudce) – polski architekt, nauczyciel akademicki i pracownik naukowy Politechniki Śląskiej, a później Gliwickiej Wyższej Szkoły Przedsiębiorczości, profesor nauk technicznych.

## Życiorys
W latach 1953–1959 studiował na Wydziale Architektury Politechniki Krakowskiej. Pracę dyplomową pisał pt. „Muzeum sztuki współczesnej w Krakowie”. Od roku 1966 pracował na Politechnice Śląskiej w Gliwicach. Tam się doktoryzował na wydziale Budownictwa i Architektury i bronił w 1970 roku pracę doktorską pt. „Historia rozwoju miasta Chorzowa, jego przeobrażania przestrzenne i architektoniczne na tle eksploatacji górniczej”, uzyskując stopień doktora. W roku 1992 na Wydziale Architektury Politechniki Wrocławskiej uzyskał habilitację, w roku 1996 uzyskał tytuł naukowy profesora, a trzy lata później stopień profesora zwyczajnego.
W latach 1988–1993 był prodziekanem do spraw studenckich, od 1993 do 1994 pełnił funkcję kierownika Katedry Projektowania i Teorii Architektury, w latach 1994–1997 był kierownikiem Katedry Architektury i Metodyki Projektowania, oraz w tym samym czasie kierownikiem Zakładu Projektowania Obiektów Biurowych i Energooszczędnych. Następnie w latach 1997–2000 pełnił funkcję kierownikiem Zakładu Projektowania Obiektów Biurowych i Energooszczędnych, później kierownikiem Zakładu Projektowania Architektury Energooszczędnej. Od roku 2000 do 2003 był kierownikiem Katedry Architektury i Przekształceń Przemysłu oraz od roku 2000 do 2002 był też kierownikiem Zakładu Metodyki Projektowania Architektury Proekologicznej. Od roku 1999 do 2001 był członkiem Senackiej Komisji ds. Godności Honorowych.
Lisik wprowadził do programu nauczania nowe przedmioty: „Projektowanie Architektury Energooszczędnej” i „Projektowanie Obiektów Motoryzacyjnych”. Promotor 14 prac doktorskich, recenzent 32, 6 habilitacyjnych i kilkunastu wniosków o profesora i profesora nadzwyczajnego.
Jest autorem około 300 zrealizowanych obiektów architektonicznych o zróżnicowanych przydatnościach użytkowych, do których należą między innymi domy sakralne (autorstwo ponad 30 kompleksów sakralnych zrealizowanych w kraju i za granicą), mieszkalne wielorodzinne oraz jednorodzinne. Większość projektów i ich realizacji była eksponowana w kraju i poza granicami.
Swoje prace publikował w kraju i za granicą. Posiada status architekta twórcy, nadany przez Ministerstwo Kultury i Sztuki, uprawnienia w zakresie projektowania architektonicznego i wykonawczego oraz status rzeczoznawcy budowlanego w specjalizacji architektonicznej. Jest członkiem Stowarzyszenia Architektów Polskich i Śląskiej Okręgowej Izby Architektów, Archidiecezjalnej Komisji Architektury i Sztuki Sakralnej (1972-2007) oraz Komisji Naukowej PAN w Katowicach.

## Projekty i realizacje (wybór)
Profesor Adam Lisik jest autorem projektów i realizacji w architekturze sakralnej (24 kościoły, 5 kaplic, 13 domów parafialnych i ołtarz papieski w Gliwicach (1999)) i nie tylko. Należą do nich m.in.:
- Ołtarz Papieski w Gliwicach[2][8][9],
- kościół Ciała i Krwi Pańskiej w Mysłowicach(inne języki)[10]
- kościół Niepokalanego Poczęcia Najświętszej Maryi Panny i św. Maksymiliana Marii Kolbe w Mysłowicach
- kościół św. Józefa w Piekarach Śląskich[11],
- Kościół Matki Bożej Częstochowskiej w Knurowie[12],
- kościół Świętych Bartłomieja i Łukasza w Zagórniku[13],
- kościół Matki Bożej Nieustającej Pomocy w Chrząstowicach
- kościół Matki Bożej Pośredniczki Wszelkich Łask w Szczejkowicach koło Żor
- kościół ewangelicko-augsburski św. Trójcy w Hołdunowie[14],
- kościół rzymskokatolicki Miłosierdzia Bożego w Czechowicach[15],
- kościół rzymskokatolicki Miłosierdzia Bożego w Bąkowie[16],
- kościół rzymskokatolicki św. Andrzeja Apostoła w Grodzisku Dolnym koło Leżajska,
- kościół rzymskokatolicki św. Jana Sarkandra w Cieszynie (Marklowice),
- kościół rzymskokatolicki Chrystusa Króla, w Czyżowicach koło Wodzisławia Śląskiego[17]
- kościół rzymskokatolicki Miłosierdzia Bożego w Gliwicach[18]
- kościół rzymskokatolicki św. Michała Archanioła w Świdwinie[19]

## Nagrody i wyróżnienia
- Adam Lisik otrzymał 13 Nagród Rektora Politechniki Śląskiej za swoje osiągnięcia naukowe, dydaktyczne i wychowawcze (w latach 1971–2009)
- 1977 Gliwice: Nagroda II stopnia, przyznana z upoważnienia Ministra Nauki, Szkolnictwa Wyższego i Techniki nagroda za wyróżniającą się działalność dydaktyczno-wychowawczą i organizacyjną
- 1978 Warszawa: Nagroda indywidualna II stopnia przyznana przez Ministra Nauki, Szkolnictwa Wyższego i Techniki za osiągnięcia w dziedzinie dydaktyczno-wychowawczej.
- 1995 Katowice: Wyróżnienie Wojewody Katowickiego, Głównego Architekta Województwa Katowickiego, Stowarzyszenie Architektów Polskich Oddział Katowice, przyznane w konkursie „Architektura Roku 1995”, w kategorii Obiekt Roku, za Kościół P/W Ciała i Krwi Pańskiej w Ławkach[20]
- 1998 – Katowice: Nagroda przyznana przez Wojewódzki Fundusz Ochrony Środowiska I Gospodarki Wodnej w Katowicach za ukierunkowanie naukowe pracy pt. „Ekologiczna Stacja Paliw” w VIII Konkursie na najlepszą pracę magisterską z dziedziny ekologii w 1997 r.
- 2009 – Warszawa: Wyróżnienie Ministra Infrastruktury, przyznane za publikację zbiorową pt. Projektowanie obiektów motoryzacyjnych.
- 2006 – Gliwice: Podziękowania złożone przez Biskupa Gliwickiego, Jana Wieczorka, za wybitne osiągnięcia w pracy naukowo-dydaktycznej oraz w twórczości w dziedzinie architektury sakralnej, a także za oddaną działalność na rzecz naszego Kościoła lokalnego[21].
- 2009 – Katowice: Podziękowania Arcybiskupa Metropolii Katowickiej, Damiana Zimonia, za wieloletnią pracę w Archidiecezjalnej Komisji Architektury i Sztuki Sakralnej w Katowicach.
- 2009 – Warszawa: List gratulacyjny Ministra Infrastruktury, Cezarego Grabarczyka za promocję prac doktorskich autorstwa Kingi Palus i Piotra Kuczi, laureatów nagrody Ministra Infrastruktury w 2008 roku[22].

## Publikacje
Lisik jest autorem ok. 40 prac naukowych i ponad 80 publikacji w kraju i za granicą. Można wśród nich odnaleźć pozycje:
- 2002: Adam Lisik: Odnawialne źródła energii w architekturze. Wydawnictwo Politechniki Śląskiej, 2002. ISBN 83-7335-073-X. (pol.). Brak numerów stron w książce
- 2004 – Aspekty architektoniczne wybranych przykładów budowli mostowych (promotor pracy doktorskiej), Wydawnictwo Politechniki Śląskiej
- 2006: Świątynia jest święta – Sympozjum poświęcone architekturze i sztuce sakralnej, Centrum Edukacyjne im. Jana Pawła II
- 2010:
  - Joanna Biedrońska, Jarosław Figaszewski, Krzysztof Andrzej, Adam Lisik, Wiesława Mikoś-Rytel: Projektowanie obiektów motoryzacyjnych. Wydawnictwo Politechniki Śląskiej, 2010. ISBN 83-7335-691-6. (pol.). Brak numerów stron w książce
  - Adam Lisik: Architektura sakralna. Wydawnictwo Politechniki Śląskiej, 2010. ISBN 83-7335-660-6. (pol.). Brak numerów stron w książce
- 2017: Adam Lisik: Symbolika w architekturze sakralnej. Stowarzyszenie Thesaurus Silesiae - Skarb Śląski, 2017. ISBN 83-7164-962-2. (pol.). Brak numerów stron w książce

## Odznaczenia
- Krzyż Kawalerski Orderu Odrodzenia Polski (2003)[24]